# (4581) Asclepius
(4581) Asclepius ist ein erdnaher Asteroid des Apollo-Typs, der am 31. März 1989 von den amerikanischen Astronomen Henry E. Holt und Norman G. Thomas am Palomar-Observatorium entdeckt wurde, jedoch bereits zuvor die Erde am 22. März 1981 in einer Entfernung von 0,00457 Astronomische Einheiten (684.000 km) passierte. Als Erdbahnkreuzer geht von ihm ein gewisses Risiko für einen Einschlag auf der Erde aus.
Der Himmelskörper ist nach Asklepios, dem Gott der Heilkunst in der griechischen Mythologie, benannt.